# Erika Burkart
Pour les articles homonymes, voir Burkart.
 (novembre 2024).
Erika Burkart, née à Aarau le 8 février 1922 et morte à Muri le 14 avril 2010, est une poétesse suisse alémanique.
Elle a reçu en 2005 le Grand Prix Schiller, le prix littéraire le plus important de la Suisse. Burkart a été institutrice jusqu'en 1953. Elle a passé toute sa vie avec son mari, l'écrivain Ernst Halter, dans l'ancienne résidence estivale des abbés du monastère de Muri, à Aristau. Son fonds d'archives se trouve aux Archives littéraires suisses à Berne.
Erika Burkart a écrit de nombreux recueils de poèmes, cinq romans ainsi que deux livres de prose.

## Œuvres

### Recueils de poèmes
- Der dunkle Vogel, Tschudy Verlag, St. Gallen 1953
- Sterngefährten, Tschudy Verlag, St. Gallen 1955
- Bann und Flug, Tschudy Verlag, St. Gallen 1956
- Geist der Fluren, Tschudy Verlag, St. Gallen 1958
- Die gerettete Erde, Tschudy Verlag, St. Gallen 1960
- Mit den Augen der Kore, Tschudy Verlag, St. Gallen 1962
- Ich lebe, Artemis Verlag, Zürich 1964
- Die weichenden Ufer, Artemis Verlag, Zürich 1967
- Fernkristall. Ausgewählte Gedichte, Verlag an der Hartnau, Tobel (TG) 1972
- Die Transparenz der Scherben, Benziger Verlag, Zürich 1973
- Das Licht im Kahlschlag, Artemis Verlag, Zürich 1977
- Augenzeuge. Ausgewählte Gedichte, Artemis Verlag, Zürich 1978
- Die Freiheit der Nacht, Artemis Verlag, Zürich 1981
- Sternbild des Kindes, Artemis Verlag, Zürich 1984
- Schweigeminute, Artemis Verlag, Zürich 1988, traduction française par plusieurs poètes romands (Pierre Chappuis, Claude Darbellay, Philippe Jaccottet, John E. Jackson, Monique Laederach, Jean-Georges Lossier, Juan Martinez, Pierrette Micheloud, Anne Perrier, José-Flore Tappy, Marion Graf, Jean-Pierre Tschanz) : Minute de silence, Éditions de l'Aire, Lausanne 1991
- Die Zärtlichkeit der Schatten, Ammann Verlag, Zürich 1991
- Stille fernster Rückruf, Ammann Verlag, Zürich 1997
- Langsamer Satz, Ammann Verlag, Zürich 2002, traduction française par Marion Graf : Mouvement lent, Éditions d'en bas, Lausanne 2005
- Ortlose Nähe, Ammann Verlag, Zürich 2005
- Geheimbrief, Ammann Verlag, Zürich 2009
- Das späte Erkennen der Zeichen, Weissbooks.w Verlag, Frankfurt am Main 2010
- Nachtschicht / Schattenzone, Weissbooks.w Verlag, Frankfurt am Main 2011, en collaboration avec Ernst Halter

### Prose
- Moräne, roman, Walter Verlag, Olten 1970
- Jemand entfernt sich, récit, Benziger Verlag, Zürich 1972
- Rufweite, proses, Artemis Verlag, Zürich 1975
- Der Weg zu den Schafen, roman, Artemis Verlag, Zürich 1979
- Die Spiele der Erkenntnis, roman, Artemis Verlag, Zürich 1985
- Das Schimmern der Flügel, mythes de jeunesse, Ammann Verlag, Zürich 1994
- Grundwasserstrom, proses et journal, Ammann Verlag, Zürich 2000
- Die Vikarin, récit et mythe, Ammann Verlag, Zürich 2006
- Am Fenster, wo die Nacht einbricht, notes, éditées par Ernst Halter, Limmat Verlag, Zürich 2013